# Telekom Deutschland
Telekom Deutschland GmbH – przedsiębiorstwo będące częścią Deutsche Telekom AG, dostawca usług telefonii mobilnej i telefonii stacjonarnej w Niemczech.
Spółka powstała poprzez połączenie spółek zależnych T-Mobile i T-Home 1 kwietnia 2010 roku. Było to częścią strategii ujednolicenia marek usług telekomu. Nie ma już oficjalnego rozróżnienia między usługami telefonii stacjonarnej i komórkowej, loga poszczególnych usług zostały zastąpione jednym. Na wyświetlaczach telefonów zarejestrowanych w sieci widnieje napis Telekom.de.
Po ujednoliceniu marek grupy Deutsche Telekom w Niemczech, spółki będące zależne od niemieckiego telekomu w innych krajach, w których operator posiada więcej marek, przeprowadziły podobną do niemieckiej akcję ujednolicania. Stało się to m.in. w ostatnich miesiącach 2011 roku na Słowacji, gdzie dwie marki T-Mobile i T-Com kontrolowane przez spółkę Slovak Telekom połączono w jedną markę Telekom. Analogiczną zmianę przeprowadzono na Węgrzech, a podobne zmiany trwają w Chorwacji.
W pozostałych krajach, w których Deutsche Telekom posiada kontrolę nad operatorami usług mobilnych, nadal obowiązuje nazwa T-Mobile. W Polsce używane jest jednakże logo telekomu, a nie tradycyjny logotyp T-Mobile.